# Pjotr Tsjichatsjov

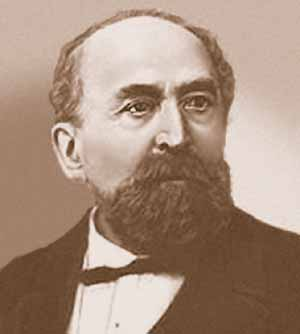
Pjotr Tsjichatsjov

Pjotr Aleksandrovitsj Tsjichatsjov (Russisch: Пётр Александрович Чихачёв) (Tsarskoje Selo, 16 augustus 1808 - Florence, 1 oktober 1890) was een Russische geograaf en geoloog die vooral bekend werd vanwege zijn studies over de Altaj en Klein-Azië.

## Biografie
Hij werd geboren in het plaatsje Gatsjina bij de toenmalige Russische hoofdstad Sint-Petersburg en volgde lokaal lyceumonderwijs, alvorens hij naar het buitenland ging, waar hij zijn studie afrondde. Hij begon te werken in Parijs bij Léonce Élie de Beaumont. In 1841 begon zijn wetenschappelijke carrière met de publicatie van een geologische beschrijving van de Monte Gargano in Zuid-Italië en de regio rond Nice. Een jaar later publiceerde hij een geologische beschrijving van de zuidelijke provincies van het Koninkrijk Napels.

### Reis naar de Altaj
Nog hetzelfde jaar voerde hij een grote reis uit naar het Altajgebergte. Hij kon veel reizen maken en buitenlandse wetenschappelijke literatuur lezen doordat hij uit een gegoede familie kwam en zodoende veel geld ter beschikking had. In 1845 publiceerde hij over zijn werk in de Altaj met het Franstalige werk Voyage scientifique dans l'Altai Oriental et les parties adjiointes de la frontiere de Chine en overhandigde een rapport over de reis en de resultaten van het onderzoek van het verzamelde materiaal, waaraan ook een aantal Franse wetenschappers, waaronder Élie de Beaumont, hadden meegewerkt en wat het werk speciale waarde gaf. Dit grote werk over de Altaj heeft een groot effect gehad op onder andere de Russische kennis over dit gebergte, zoals de kennis over de steenkoolvelden van de latere Koezbass. Al snel hierna begon hij met de voorbereidingen voor zijn volgende grote onderzoek; naar Klein-Azië, waaraan hij vervolgens 20 jaar werkte.

### Reis naar Klein-Azië
Hij kreeg voor zijn werk over de Altaj een plaats als attaché op de Russische ambassade in Constantinopel, die hij gebruikte om 2 zomers lang daar de Turkse taal te leren en daarna, na zijn dienst er te hebben voltooid, van 1847 tot 1863 meerdere reizen door Klein-Azië te maken. Tijdens deze reizen deed hij veel waardevolle wetenschappelijke observatie en verzamelde hij veel belangrijke collecties, zoals geologische, botanische, zoölogische, paleontologische en archeologische verzamelingen. De resultaten van deze reizen beschreef Tichatsjov samen met vele andere wetenschappers uit verschillende takken van de natuurwetenschappen in het omvangrijke klassieke 8-delige werk Asia Mineur, waarin de geografie, geologie, klimatologie, zoölogie, plantkunde en paleontologie van Klein-Azië werd beschreven.

### Laatste jaren
Hierna ondernam hij vanwege zijn leeftijd geen grote reizen meer, maar bleef zich nog wel inzetten voor de wetenschap. In 1878, op de leeftijd van 71 jaar, bezocht hij Algerije en Tunesië en publiceerde twee jaar later in 1880 het boek Espagne, Algérie et Tunisie. In 1890 bracht hij nog een verzameling van zijn populair wetenschappelijke artikelen uit van verschillende soort onder de naam Etudes de Geographie et d'Histoire naturelle. Hierin stonden fragmenten van de plannen die hij nog had voor zijn volgende grote werk over de woestijnen van de aardbol, dat hij echter niet meer af kon maken, daar hij stierf aan longontsteking in dat jaar.

## Nalatenschap
Hij schreef naast zijn werken over geografie en natuurgeschiedenis ook enkele politieke artikelen over de Grote Oosterse Kwestie. Bij zijn dood liet hij 100.000 francs na aan de Parijse Academie van Wetenschappen om reizigers te stimuleren om naar Azië af te reizen. Hij was vanaf 1876 honorair lid van de Academie van Wetenschappen van Sint-Petersburg en in 1890 werd hij gemaakt tot honorair lid van het Russisch Geografisch Genootschap.
In 1952 werd de De-Kastribaai in het Russische Verre Oosten hernoemd ter ere van hem tot Tichatsjovbaai.
- Bibliothèque nationale de France: cb153361868 (data)
- Author citation (botany): Tchich.
- Gemeinsame Normdatei: 11887117X
- International Standard Name Identifier: 0000 0000 8050 4102
- Library of Congress Control Number: n87116618
- Nationale Bibliotheek van Tsjechië: jx20090331012
- Nationale Bibliotheek van Israël: 987007272135705171
- Nederlandse Thesaurus van Auteursnamen: 075050986
- Istituto Centrale per il Catalogo Unico: CUBV152200
- LIBRIS: 283391
- Système universitaire de documentation: 130431400
- Trove: 969166
- Virtual International Authority File: 13818840
- WorldCat: E39PBJgHgChC8Fw7Q3MWr4kv73